# 上幌加內站

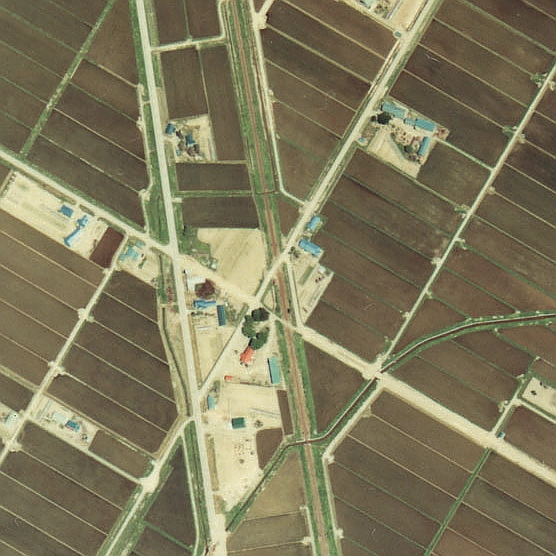
1977年的上幌加內臨時乘降場與方圓約500米範圍。上方為朱鞠內方向。在十字路口右上方的平交道前方看見到芝麻籽大小的物體，該處為候車室。在路軌旁邊有一條短月台。

上幌加內站（日语：／ Kami-Horokanai eki */?）是位於北海道雨龍郡幌加內町字上幌加內，北海道旅客鐵道（JR北海道）的深名線車站（廢站）。隨著深名線廢線，車站在1995年（平成7年）9月4日廢除。

## 歷史
- 1955年（昭和30年）8月20日 - 日本國有鐵道（國鐵）深名線上幌加內臨時乘降場（局（日语：鉄道管理局）設定）啟用。
- 1987年（昭和62年）4月1日 - 伴隨國鐵分割民營化，車站由北海道旅客鐵道（JR北海道）營運。同時升級至車站，名為上幌加內站。
- 1990年（平成2年）3月10日 - 設定營業距離。
- 日時不詳[注 1] - 結束簡易委託，完全成為無人車站。
- 1995年（平成7年）9月4日 - 深名線全線廢除，此站也廢除。

## 車站構造
截至車站廢除前，車站是一座地面車站，設有1面1線的單式月台。月台位於路軌西邊（名寄方向的列車會開啟左邊車門）。此站沒有轉轍器。
此站原本是臨時乘降場，因此車站為無人車站。站內沒有車站大樓，月台中央部分設有候車室。月台以木板搭建。
此站曾經是簡易委託車站，當時可購買車票（雖然日期不詳，但是可確認發售軟式常備票）。

## 站名的由來
車站名稱取自所在地名稱「字上幌加內」。

## 使用狀況
- 在1992年度（平成4年度），1日的上下車人次為2人[2]。

## 車站周邊
車站位於幌加內村北端。
- 國道275號（空知國道）
- 雨龍川[4]
- JR北海道巴士深名線（日语：深名線 (ジェイ・アール北海道バス)）「上幌加內」巴士站

## 現況
截至2010年（平成22年），月台、部分路軌與站名牌還存在。截至2011年（平成23年）也是同樣。停車場接近標誌遷至月台上，成為了紀念廣場。

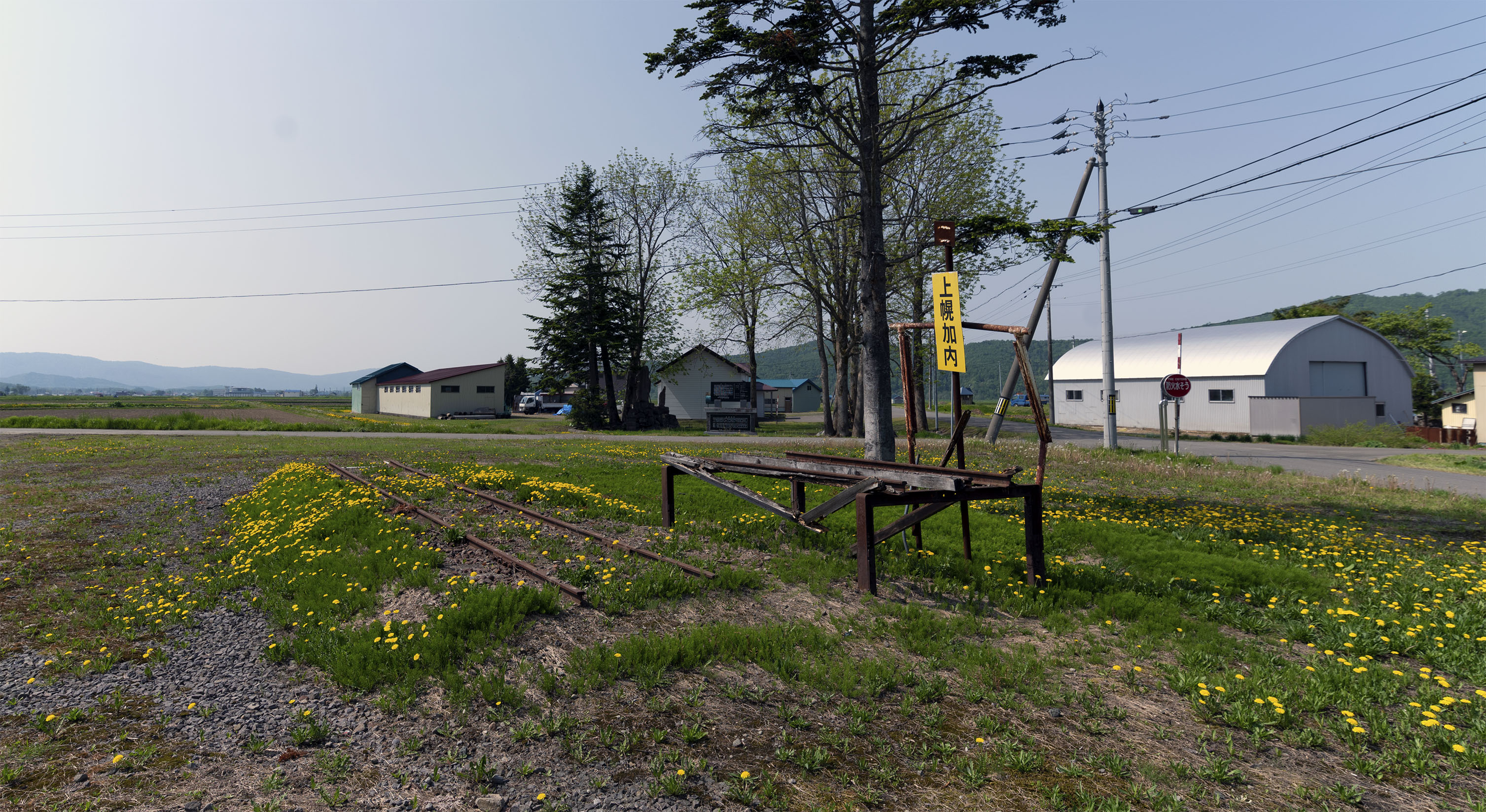
截至2018年6月4日的站蹟。 部分木製月台與站名牌還存在 （2018年6月4日）

## 相鄰車站
北海道旅客鐵道（JR北海道）
深名線
幌加內－上幌加內－政和
曾經此站與政和站之間曾經設有雨煙別站和政和溫泉站（兩站在1990年（平成2年）3月10日廢除）。

## 注腳